# Jämställd festival
Jämställd festival var ett initiativ som arbetade för att Sveriges festivalscener skulle bli jämställda. Initiativet startade 2012 och släppte fram till 2017 årliga rapporter om könsfördelningen på de tio största musikfestivalerna i Sverige. Arbetet ledde till en allmän diskussion om jämställdheten på festivaler och i musikbranschen. Sedan initiativet startade blev musikfestivalerna mer jämställda.